# Mucuna mutisiana
Mucuna mutisiana là một loài thực vật có hoa trong họ Đậu. Loài này được (Kunth) DC. miêu tả khoa học đầu tiên.